# Stazione di Mattarello
La stazione di Mattarello era una delle 11 stazioni ferroviarie del comune di Trento. Posta lungo la ferrovia del Brennero, serviva l'omonima frazione.
La stazione è senza traffico e il fabbricato viaggiatori è adibito ad abitazione privata.
Completano il patrimonio edilizio un magazzino e una centralina elettrica, atta a gestire i segnali ferroviari nel tratto di linea circostante.